# Gérard Hoarau
Gérard Hoarau (geb. 7. Dezember 1950; gest. 29. November 1985) war ein Oppositionsführer im Exil von den Seychellen. Er war Führer des Mouvement Pour La Resistance (MPR), welches für die friedliche Absetzung des Regimes von France-Albert René kämpfte. Dieser hatte am 5. Juni 1977 in einem Staatsstreich die Macht an sich gerissen. Die Opposition hatte ihre Basis in London. Hoarau wurde am 29. November 1985 durch einen unbekannten Schützen am Eingang seines Hauses in Edgware, North London, ermordet.

## Leben
Hoarau war ein sehr talentierter und hoch gebildeter Mann. Er hatte an einer italienischen Universität einen Abschluss in Philosophie und Theologie erworben und war von da her fließend in Latein, Italienisch, sowie in Englisch und Französisch.
Nach der Unabhängigwerdung der Seychellen arbeitete er als Special Assistant bei Präsident James Mancham im State House, als Leiter des entstehenden Außenministeriums. Als Fußballer gewann er zudem einige Preise für die Nationalmannschaft der Seychellen. Hoarau war ein Gegner des Ein-Parteien-Staates und sprach sich auch gegen die Entscheidungen von Rene aus, alle Football Clubs der Seychellen zu schließen und alle Jugendlichen ab dem Alter von sechzehn Jahren zwei Jahre lang in political education camps einzusperren, in den so genannten National Youth Service (NYS).
Hoarau wurde daraufhin zu einem Ziel des neuen Regimes. Dies wurde besonders deutlich nach einer Demonstration von Schülern im Oktober 1979 gegen den National Youth Service.
Am 15. November 1979 wurde Hoarau zusammen mit 100 anderen Personen von der Polizei gefangen genommen und ohne Anklage oder Prozess im Union Vale Prison in Isolationshaft gehalten, bewacht von jungen seycheller Soldaten, die von tansanischen Militärs angeleitet wurden. Als er neun Monate später entlassen wurde, wurde er unter Hausarrest gestellt, bis er von Sicherheitspolizei aus dem Land eskortiert wurde.
Hoarau zog nach Südafrika, doch 1982 löschte die Regierung von Südafrika seinen Aufenthaltstitel nach einer Übereinkunft mit René über die Freilassung von südafrikanischen Söldnern, die in den Seychellen gefangen gehalten wurden. Eine von Renés Bedingungen war es, Hoarau aus Südafrika auszuweisen.
Hoarau ging nach London, wo er am 29. November 1985 ermordet wurde. Er ist in London bestattet. Sein Körper ist speziell präpariert in einem Zinksarg, so dass er eines Tages wieder in seine Heimat Seychellen zurücküberführt werden kann.

## Ermordung
Die britische Polizei hat den Fall nie gelöst, aber die Regierung von René war höchst wahrscheinlich darin verwickelt.
Neben dem gedungen Killer soll eine zweite Person anwesend gewesen sein, vermutlich ein Seycheller, welcher Hoarau kannte und ihn für den fremden Mörder identifizieren konnte. Weder Hoaraus Mörder noch sein Komplize wurden gefasst. Die britische Polizei verhaftete jedoch einige Personen wegen Abhörens von Hoaraus Telefonanschluss. Diese Personen wurden der Regierung der Seychellen offenbar von Ian Withers empfohlen, der als Security Adviser arbeitete und 2018 selbst verhaftet wurde.
James Mancham berichtete, dass „wir kennen die Tatsache, dass die Häuser von vielen Exilanten-Gruppen eingebrochen wurden und von Agenten der Regierung René verwanzt wurden und jetzt, wenn sie dazu vorbereitet sind, die Agenten zu bezahlen um unsere Häuser zu verwanzen, dann können sie noch viel mehr machen.“ Er berichtet weiter: „Er war sehr beunruhigt, wenn Wahnsinn beginnt, weiß man nicht, wo er aufhört.“ („he was very disturbed, once madness starts you don’t know where it stops“). Der Mord war in den Schlagzeilen in Großbritannien und Mike Cobb, ein hoher Metropolitan Police Press Officer bei Scotland Yard sagte: „Die Tatsache, dass der Fall von der Anti-Terror-Einheit von Scotland Yard ermittelt wurde, deutet darauf hin, dass es ein politisches Motiv für die Erschießung gab.“ („the fact that it was being dealt with by the anti-terrorist branch at Scotland Yard obviously suggests that there is some political background to the shooting“).
Paul Chow, der General-Sekretär des Seychelles National Movement sagte gerade heraus, dass „es keinen Zweifel gibt, dass es Mr. René, der marxistische Präsident der Seychellen war. Erst letzten Monat hatte sein Partei-Kongress eine Resolution verabschiedet, dass er gegen Feinde der Revolution in den Seychellen und im Ausland vorgehen sollte“ („there is no doubt it is Mr René, the Marxist President of Seychelles. Only last month his party congress passed a resolution to the effect that he should take action against enemies of the revolution in Seychelles and abroad“).
Grover Norquist, ein einflussreicher republikanischer Lobbyist wurde vom Kommunisten France-Albert René angeheuert um vor dem Kongress der Vereinigten Staaten Lobby zu machen.
Während René eine Beteiligung an der Ermordung dementierte, gab er jedoch zu, dass er Hoarau’s Telefon verwanzen ließ und dessen letztes Telefongespräch mitgehört hatte.
Die britische Polizei hatte eine systematische Überwachung durch Agenten aufgedeckt, die eine Verteilerdose verwanzt hatten. Die Aufnahmen wurden von einem Safe House aus gemacht, welches speziell dafür durch Mittel aus einem geheimen Konto in Jersey aufgekauft worden war. In seinem letzten Telefonanruf verlegte Hoarau einen Arzttermin. Diese Information nutzte der Killer um sich in den Hinterhalt zu legen. Die Polizei identifizierte die Mordwaffe als ein Sterling-Maschinenpistole. Die gleiche Waffe wird von der Polizei der Seychellen verwendet.